# Paul Kruse
Paul Johannes Kruse (* 15. März 1970 in Merritt, British Columbia) ist ein ehemaliger kanadischer Eishockeyspieler, der im Verlauf seiner aktiven Karriere zwischen 1988 und 2004 unter anderem 451 Spiele für die Calgary Flames, New York Islanders, Buffalo Sabres und San Jose Sharks in der National Hockey League (NHL) auf der Position des linken Flügelstürmers bestritten hat. Kruse, der den Spielertyp des Enforcers verkörperte, verbrachte zudem einen erheblichen Teil seiner Laufbahn in der International Hockey League (IHL), wo er weitere 311 Partien absolvierte.

## Karriere
Kruse spielte zunächst in den unterklassigen Juniorenligen British Columbias, ehe er zum Beginn der Saison 1988/89 zu den Kamloops Blazers in die Western Hockey League (WHL) wechselte. Mit den Blazers konnte er am Ende der Spielzeit 1989/90 den President’s Cup, die Meisterschaft der WHL, gewinnen und nahm im gleichen Jahr am Memorial Cup teil. Er selbst wurde daraufhin im NHL Entry Draft 1990 in der vierten Runde an 83. Position von den Calgary Flames aus der National Hockey League (NHL) ausgewählt.
Die Flames nahmen den linken Flügelstürmer vor der Saison 1990/91 als Profi unter Vertrag, setzten ihn jedoch hauptsächlich in der International Hockey League (IHL) bei den Salt Lake Golden Eagles ein. Im Verlauf des Spieljahres kam er aber auch zu seinem NHL-Debüt in Calgary. Die folgenden zwei Spielzeiten pendelte Kruse ebenfalls zwischen dem Kader des Farmteams und dem des NHL-Kaders. Erst zur Saison 1993/94 erhielt er endgültig einen Platz im Stammkader, den er mit seiner physischen Präsenz als Enforcer bis in die Spielzeit 1996/97 hinein ausfüllte. Im November 1996 transferierten die Calgary Flames den Kanadier im Tausch für ein Drittrunden-Wahlrecht im NHL Entry Draft 1997 zu den New York Islanders, die er nach nur eineinhalb Jahren wieder verlassen musste. Gemeinsam mit Jason Holland war er zu den Buffalo Sabres abgegeben worden, während im Gegenzug Jason Dawe zu den Islanders wechselte. Nachdem er dort zwischen März 1998 und Januar 2000 nur noch in wenigen Spielen zum Einsatz gekommen war, lieh ihn das Management der Sabres in die IHL zu den Utah Grizzlies aus, ehe er im Sommer 2000 als Free Agent von den San Jose Sharks unter Vertrag genommen wurde. Dort kam er in der Saison 2000/01 zu seinem letzten NHL-Einsatz, da er erneut hauptsächlich in der IHL für die Chicago Wolves spielte.
Zum folgenden Spieljahr wechselte Kruse nach Europa, wo er zwei Jahre in der britischen Ice Hockey Superleague (BISL) für die Sheffield Steelers und Belfast Giants auflief. Beide Teams führte er als Mannschaftskapitän jeweils zum Gewinn des Meistertitels. Schließlich ließ der Stürmer seine aktive Laufbahn in der Spielzeit 2003/04
bei den Black Wings Linz in der österreichischen Erste Bank Eishockey Liga (EBEL) ausklingen, ehe der 34-Jährige sich aus dem aktiven Sport zurückzog.

## Erfolge und Auszeichnungen
- 1990 President’s-Cup-Gewinn mit den Kamloops Blazers
- 2002 BISL-Playoffgewinn mit den Sheffield Steelers
- 2003 BISL-Playoffgewinn mit den Belfast Giants

## Karrierestatistik
(Legende zur Spielerstatistik: Sp oder GP = absolvierte Spiele; T oder G = erzielte Tore; V oder A = erzielte Assists; Pkt oder Pts = erzielte Scorerpunkte; SM oder PIM = erhaltene Strafminuten; +/− = Plus/Minus-Bilanz; PP = erzielte Überzahltore; SH = erzielte Unterzahltore; GW = erzielte Siegtore; 1 Play-downs/Relegation; Kursiv: Statistik nicht vollständig)